# Devin Hester
Pour les articles homonymes, voir Hester.
Pro Football Hall of Fame 2024
(en) Statistiques sur pro-football-reference
Devin Hester, né le 4 novembre 1982 à Riviera Beach en Floride, est un joueur américain de football américain qui évolue au poste de wide receiver. Il fait également partie des unités spéciales où il effectue les retours de botté.

## Carrière

### Universitaire
Il effectue sa carrière universitaire avec les Hurricanes de Miami. En 2005, il marque un touchdown sur un retour de botté d'envoi de 97 yards face à Duke.

### Professionnelle

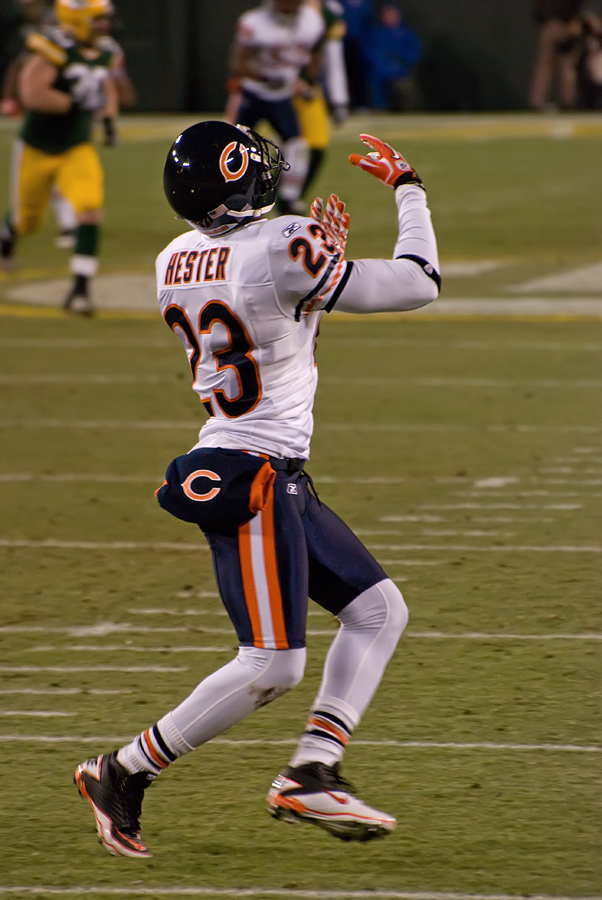
Devin Hester.

Il est drafté au 2e tour (57e choix) en 2006 par les Bears de Chicago.
Il est sélectionné pour participer au Pro Bowl à l'issue de sa première saison NFL au cours de laquelle il a établi ou égalé quelques records : plus long jeu (108,4 yards), plus de touchés sur les retours de botté en une saison (6) et plus de touchés sur les retours de botté en une seule partie (2), notamment.
Lors du Monday Night Football (le 20 décembre 2010), il devient le joueur avec le plus grand nombre de retours de touché (14). Il est à présent le meilleur kick/punt returner de l'histoire de la NFL avec 20 retours pour touchdowns.
Il est l'un des seuls joueurs à avoir réussi un touchdown sur un retour de coup d'envoi en Super Bowl le 4 février 2007. Il est également le recordman du nombre de touchés sur les retours de botté de dégagement.
En 2014, il rejoint les Falcons d'Atlanta.
En 2016, il rejoint les Ravens de Baltimore. Le 4 septembre 2016, Hester a accepté un contrat d'un an avec les Ravens de Baltimore. Hester est apparu en 12 matchs pour les Ravens de Baltimore, où il a été utilisé exclusivement sur les unités spéciales. Lors de la saison 2016, il a enregistré 466 verges (yards en Europe) de retour de botté d'envoi et 180 verges de retour de botté de dégagement, mais aucun pour des touchés. Les Ravens de Baltimore ont libéré Hester le 13 décembre. Le 3 janvier 2017, Hester a signé avec les Seahawks de Seattle pour les séries éliminatoires de NFL.